# Xylosma cinereum
Xylosma cinereum är en videväxtart som beskrevs av William Botting Hemsley. Xylosma cinereum ingår i släktet Xylosma och familjen videväxter. Inga underarter finns listade i Catalogue of Life.